# 弗雷德里克·齊盧巴
弗雷德里克·雅各布·泰塔斯·齊盧巴（Frederick Jacob Titus Chiluba，1943年4月30日—2011年6月18日）是贊比亞政治家，於1991年11月至2002年1月擔任該國第二任總統，是該國第一位由民主選舉産生的總統。
齊盧巴是銅礦工人的兒子，曾經擔任工會領袖。
1990年，齊盧巴幫助成立多黨民主運動，並領導該黨在1991年贊比亞首次殖民後時期的多黨選舉中勝出。上任後，齊盧巴允許更大的政治自由，並促進國家經濟自由化。但是他的政府因腐敗和管理不善的指稱而日益陷入困境。齊盧巴個人也因為奢侈的生活方式而成為批評的目標。
齊盧巴在1996年總統選舉爭取連任，以約73%的得票率獲勝。
齊盧巴卸任後，他親自挑選的繼任者姆瓦納瓦薩開始反腐調查，齊盧巴被控把50萬美元公款挪到他的個人帳戶上，但在2009年他被宣判無罪。
2011年6月18日，齊盧巴在家中因心臟病去世，享年68歲。